# Hannu Salama
Hannu Salama (Kouvola, 4 ottobre 1936) è uno scrittore finlandese vincitore del Nordic Council's Literature Prize nel 1975.
Sin da giovane visse a contatto con il mondo dei lavoratori di Tampere, la seconda città della Finlandia dopo Helsinki, interessandosi così prima di politica, poi di Letteratura. La passione per quest'ultima si manifestò più tardi, agli inizi della sua carriera lavorativa di elettricista e operaio. Come scrittore, esordì nel 1961 con il romanzo Se tavallinen tarina (La storia usuale). Raggiunse, però, la fama nazionale non tanto per il talento quanto per una bestemmia contenuta in Juhannustanssit (Danze di mezza estate), il suo terzo romanzo (1963), e per la relativa dura critica fattagli nel 1964. Le sue opere furono quindi censurate sino al 1968, quando l'allora Presidente Urho Kekkonen s'interessò personalmente del caso. Pur non essendosi mai detto, al contrario di diversi colleghi (Ivar Lo-Johansson, per esempio), un autore della classe operaia, sono presenti diverse caratteristiche e un certo interesse verso la condizione sociale dei lavoratori: i personaggi sono delusi, distrutti e vogliono scalare la piramide sociale e nelle loro storie s'intrecciano fortune e sventure, successi e fallimenti, che ne rafforzano il carattere fino a raggiungere l'ambita meta.